# Leonyid Iljics Brezsnyev
Leonyid Iljics Brezsnyev (oroszul: Леони́д Ильи́ч Бре́жнев, ukránul: Леонід Ілліч Брежнєв; Kamenszkoje, Orosz Birodalom, 1906. december 19. – Moszkva, 1982. november 10.) ukrán származású szovjet politikus és katona, 1964. október 14-étől haláláig, 1982-ig a SZKP főtitkáraként a Szovjetunió vezetője, 1960 és 1964, majd 1977 és 1982 között a Legfelsőbb Tanács Elnökségének elnöke (államfő) is volt.

## Élete

### Ifjúkora
Az Orosz Birodalomban, Kamenszkojében (ma Kamjanszke, Ukrajna) született Ilja Jakovlevics Brezsnyev és Natalja Gyenyiszovna Mazalova gyermekeként. 1923–27 között földmérő technikumot végzett Kurszkban, majd földmérőként dolgozott az ország különböző vidékein. 1928-ban megnősült, és még ebben az évben helyezték át földmérőnek az Urál vidékére, ahol a mezőgazdaság irányításával foglalkozott, többféle vezetői posztot betöltve a helyi tanácsban.
1930 szeptemberében Moszkvában beiratkozott a Kalinyin Gépgyártási Főiskolára, a következő év őszén átiratkozott szülővárosának kohászati főiskolája esti tagozatára. Tanulmányai alatt egy helyi ipari üzemben is dolgozott.
1923-ban lépett be a Kommunista Ifjúsági Szövetségbe (Komszomol), 1931-ben pedig a kommunista pártba. 1935–36-ban a hadseregben egy harckocsizó század politikai tisztje (komisszár) volt. Első tiszti rendfokozatát egy katonai műszaki továbbképzés után kapta, így hadnagyként szerelt le. (Ennek emlékére halála után róla nevezték el egykori szolgálati helyén a peszcsankai harckocsizó kiképzőezredet.)
1936–37-ben a dnyeprodzerzsinszki (ma: Kamjanszke) kohászati technikum igazgatója volt, 1937-től pedig mérnök a Dzerzsinszkij Kohászati Üzemben. 1937 májusában Dnyeprodzerzsinszk városi tanácsának elnökhelyettese, majd függetlenített pártmunkás lett.

### Útja a hatalom felé
1938-ban a dnyepropetrovszki területi pártbizottság osztályvezetője lett, 1939-ben a területi bizottság titkára. Gyors előrehaladását elsősorban a sztálini terror miatt kialakult káderhiánynak köszönhette.
A Nagy Honvédő Háború kitörésétől a mozgósításban, a lakosság és az ipari üzemek evakuálásában vett részt. Később a hadseregben töltött be politikai tisztségeket, először ezredkomisszár volt, majd még 1941-ben a Déli front politikai parancsnokának helyettese lett dandárkomisszári rendfokozattal. Amikor 1942 októberében megszüntették a komisszárok intézményét és speciális rendfokozatait, a szokás szerinti rendes katonai rendfokozatot kapva ezredes lett.
1942-ben, az Ukrán Szovjet Szocialista Köztársaság német megszállása után Brezsnyevet átvezényelték a Kaukázusba. 1943 áprilisában az 1. ukrán front kötelékébe tartozó 18. hadsereg politikai vezetője lett, e beosztáshoz tábornoki (vezérőrnagy) rangot kapott. Ott ismerkedett meg Hruscsovval. 1945. május 9-én, az európai háború befejezésekor Prágában állomásozott a 4. ukrán front vezető politikai tisztjeként.
A háborút követően 1946–1947-ben zaporozsjei, majd 1947–1950 között dnyipropetrovszki területi első titkár volt; ezután 1952-ig a Moldavai Kommunista Párt első titkára.
Háromszor volt a Központi Bizottság titkára: 1952. október 16. – 1953. március 5., 1956. február 27. – 1960. július 16. között, végül 1963. június 22-étől első titkárrá választásáig. 1952-ben Sztálin javaslatára választották meg, és rögtön a párt elnökségének póttagja is lett, de mentorának halálával politikai karrierje is megtört. 1953–1954-ben a hadsereg (és a hadiflotta) politikai vezetőjének helyettese volt.
1954-ben Hruscsov eltávolította Moszkvából és a hadseregből: Kazahsztánba küldte, hogy ott a Kazah Kommunista Párt másodtitkára legyen. Már a következő évben kazah első titkárrá lépett elő, és nemsokára ismét Moszkvába került. 1956. február 27-én másodszor választották a KB titkárává (ekkor már Hruscsov embereként). Amikor 1957. június 29-én, a Központi Bizottság plénumán Hruscsov hatalma megszilárdult Molotov, Malenkov és Kaganovics ellenében, Brezsnyevet a KB elnökségébe is beválasztották. Haláláig (1982. november 10.) tagja maradt e testületnek, illetve utódjának, a visszaállított nevű Politikai Bizottságnak.
1960 májusában Brezsnyevet a Szovjetunió Legfelsőbb Tanácsa Elnökségének elnökévé, vagyis államfővé választották, KB-titkári helyére pedig Kliment Vorosilov, az addigi államfő került. Ezzel a helycserével valójában Vorosilov erősödött meg Hruscsov utáni második vezetőként. 1963. június 22-én Brezsnyev harmadszor lett a KB titkára. 1964-ben Vorosilov megbetegedett, és ezzel Brezsnyev lett a Szovjetunió második számú vezetője.

### Hruscsov eltávolítása
Hruscsov pozíciója a párt élén 1962-ig stabil volt, de korának haladtával egyre kiszámíthatatlanabbá vált, és nem kellően kulturált közszerepléseit is többen nehezményezték. A Szovjetunió súlyosbodó gazdasági problémái miatt egyre nagyobb nyomás nehezedett rá és rezsimjére. Brezsnyev látszólag hűséges maradt a főtitkárhoz, de titokban bekapcsolódott a vezető eltávolítását célzó csoport munkájába. 1963-ban ő lett Frol Romanovics Kozlov, a Központi Bizottság egyik titkárának utóda. E pozícióban várható utóda lehetett Hruscsovnak, és az első titkár 1964-ben a párt helyettes vezetőjévé nevezte ki.
Miután Hruscsov 1964 októberében visszatért a Fekete-tenger melletti nyaralásáról, az Elnökség tagjai gratuláltak az addigi munkájához, majd Anasztasz Mikoján meglátogatta, s figyelmeztette, ne legyen túlságosan elbizakodott az aktuális helyzetben. Nyikolaj Ignatov titokban kikérte a KB néhány tagjának véleményét. Október 12-én az egyik összeesküvő, Mihail Szuszlov telefonált a pártvezérnek, és kérte, hogy térjen vissza Moszkvába az agrárpolitikát megvitatandó.
Míg a Mikojan által irányított kisebb csoport csak az első titkári poszttól kívánta megfosztani, s a Szovjetunió Minisztertanácsának elnökeként akarta látni, addig a Brezsnyev vezette szárny félre akarta állítani az aktív politika színpadáról.
Brezsnyev és Nyikolaj Podgornij fellebbezést nyújtott be a Központi Bizottságnak, amelyben Hruscsovot hibáztatták a gazdasági kudarcért, önkényességgel és erkölcstelenséggel vádolták. Brezsnyev támogatói segítségével elérte: a Politikai Bizottság megszavazza Hruscsov eltávolítását. A bizottság egyes tagjai mindezen kívül büntetésnek akarták alávetni a volt vezetőt, de Brezsnyev – aki immár bebiztosítva látta főtitkári hivatalát – látta, kevés oka lenne tovább büntetni mentorát.
1964. október 14-én Brezsnyevet nevezték ki a párt első titkárává, Koszigint a minisztertanács elnökévé. Mikojan lett az államfő.
Társaival egyetértettek a párt Sztálin halála utáni általános irányvonalával, ám Hruscsov reformjait a Szovjetunió stabilitásának fenntartására hivatkozva visszavonták. A Pravda még sokáig foglalkozott olyan témákkal, mint a kollektív vezetés, a tudományos tervezés, a szakértői konzultáció és a szervezeti szabályszerűség.
Brezsnyev népszerűsége ekkor meglehetősen alacsony volt a szovjet polgárság, azon belül főként az értelmiség körében, akik konszolidációt, társadalmi és gazdasági fejlődést vártak.

### A hatalom megszilárdítása
A kezdeti politikai változtatások az előzmények ismeretében várhatóak voltak. 1964-ben a Központi Bizottság plénumán megtiltották, hogy a két legnagyobb reálpolitikai hatalommal bíró (a főtitkári és a kormányfői) hivatalt egyetlen ember viselje. A KGB egykori vezetője, Alekszandr Nyikolajevics Selepin rövid időre Brezsnyev ellenlábasa lett, mivel ellenezte a kollektív vezetés kialakítására irányuló reformot. Ötletéhez nem sikerült támogatókat megnyernie, mindazonáltal Selepint csak 1967-ben tudták eltávolítani a felső vezetésből.
Hruscsov bukásának legfőbb oka volt, hogy figyelmen kívül hagyta a kollektív vezetés elhanyagolásának veszélyét. Ezzel szemben az egész Brezsnyev-korszakban általában konszenzus volt a pártban, a kollektív irányítás felülkerekedett az egyszemélyi hatalmi koncentráción.
T.H. Rigby amellett érvel, hogy ebben az időben egy stabil oligarchikus rendszer alakult ki Brezsnyev, Koszigin és Podgornij körül. Az érvelés helyes volt bizonyos tekintetben, valójában azonban nyilvánvaló hatalmi harc dúlt Brezsnyev és Szuszlov között. Brezsnyev ugyanekkor szövetségeseket gyűjtött maga és politikája köré.
Koszigin minisztertanácsi elnöki posztja (melyet 1964. október 15-től egészen 1980. október 23-ig viselt) mellett a gazdaságirányításért is felelt. Pozíciója hosszú időre meggyengült, amikor 1965-ben gazdasági reformra tett javaslatot, melyet „Koszigin-reformként” emlegettek a pártban. Újító álláspontja visszatetszést váltott ki a reformellenes vezetésben, különösen a prágai tavasz leverése után.
Brezsnyev politikai érzéke rengeteg előnyhöz juttatta a szovjet hatalmi struktúrában. Soha nem járt el meggondolatlanul, elhamarkodottan – ellentétben Hruscsovval. Döntései előtt hosszú megbeszéléseket folytatott kollégáival, és mindig kész volt meghallgatni véleményüket.
Az 1970-es évek elején konszolidálta hatalmát. Koszigin maradt a miniszterelnök 1980-ig, viszont Brezsnyev maradt a domináns politikai erő az 1970-es évek közepétől 1982-es haláláig.

### Elnyomás
Brezsnyev stabilizációs politikája véget vetett a hruscsovi szabadelvűségnek, erősödött a kulturális szabadság korlátozása. A Hruscsov-korszakban támogatta a sztálini tisztogatások áldozatainak rehabilitációját, a családok kárpótlását, a szovjet kulturális és szellemi élet óvatos liberalizációját; a hatalom megszerzése után egyre inkább elfordult ezektől, és konzervatív, regresszív hozzáállást alakított ki.
Nevéhez fűződik az úgynevezett Brezsnyev-doktrína, mely a korlátozott szuverenitás alapelvét jelentette. A szocialista országok kommunista pártjai korlátozott önállóságot élveztek, amelynek határai voltak, azaz nem hagyhatták el a Varsói Szerződést és a kommunista pártok elsősége nem volt megkérdőjelezhető.

### A gazdaság helyzete
Gazdasági növekedés
| Időszak   | GNP (a CIA adatai szerint) | GNP (Grigorij Kanin szerint) | GNP (a Szovjetunió szerint) |
| --------- | -------------------------- | ---------------------------- | --------------------------- |
| 1960–1965 | 4,8                        | 4,4                          | 6,5                         |
| 1965–1970 | 4,9                        | 4,1                          | 7,7                         |
| 1970–1975 | 3,0                        | 3,2                          | 5,7                         |
| 1975–1980 | 1,9                        | 1,0                          | 4,2                         |
| 1980–1985 | 1,8                        | 0,6                          | 3,5                         |

1960 és 1970 között a szovjet mezőgazdasági termelés 3%-kal nőtt évente. Az ipar is javulást mutatott, a VIII. ötéves terv (1966–1970) 138%-kal növelte a termelést és a teljesítményt az 1960-as eredményekhez képest. Annak ellenére, hogy Koszigin a Politikai Bizottság tagjaként a reformok heves ellenzőjévé vált, meggyőzte Brezsnyevet és a Politikai Bizottságot, és engedélyezte a reformpárti Magyar Szocialista Munkáspárt számára az új gazdasági mechanizmus bevezetését, amely némi teret engedett a piacnak a kiskereskedelemben és más területeken. 1972-ben Brezsnyev személyesen vonta vissza a magyarországi gazdasági reformcsomagot.
Lengyelországban Edward Gierek (a Lengyel Egyesült Munkáspárt első titkára) vezetése alatt dolgoztak ki egy, a gazdaság struktúráját átalakító tervezetet. Úgy gondolták, a kormánynak szüksége van nyugati hitelek felvételére, hogy megkönnyítsék a nehézipar gyors felfutását. A szovjet vezetés jóváhagyta a javaslatot, annál is inkább, mivel már nem engedhette meg magának a keleti blokk országainak nyújtott hatalmas támogatást olcsó földgáz és olaj exportálásának formájában. A csehszlovák pártvezetés e téren megvalósítandó reformkísérleteit azonban elutasították, mi több, Brezsnyev a Varsói Szerződés országainak segítségét kérte Csehszlovákia megtámadására.
A Hruscsov által elindított decentralizációs kísérletek kudarcba fulladtak, a PB lemondott ezekről. 1966-ban feloszlatták a regionális gazdasági tanácsokat, amelyek a Szovjetunió egy-egy területének gazdálkodását voltak hivatottak szervezni.
1966. április 8-tól a párt szervezeti struktúrájában az első titkári beosztást felváltotta a Szovjetunió Kommunista Pártjának főtitkára poszt.
1968 augusztusában tankokat küldött a prágai tavasz leverésére.
1976. május 5-én a Szovjetunió marsallja lett. 1979-ben politikai vezetése alatt került sor a Szovjetunió hadseregének bevonulására Afganisztánba.

### Halála
1982. november 10-én halt meg Moszkvában, előtte három nappal még a Vörös téri hagyományos felvonuláson a tribünről köszöntötte az elvonulókat. Dácsájában tartózkodott, ahol nyugovóra tért, és reggel már holtan találták. Halálát a közreadott vizsgálat szerint szívinfarktus okozta. Halálhírét csak egy nappal később közölték, a szovjet vezetők ez idő alatt véglegesítették azt a korábbi, informális, 1982. májusi döntést, amely szerint utódja Jurij Andropov, a KGB korábbi elnöke lett.

### Magánélete
1927. december 11-én kötött polgári házasságot Viktorija Petrovna Gyenyiszovával, a házaspár 55 évig, egészen Brezsnyev haláláig élt együtt. A vezetőnek egy lánya, Galina Brezsnyeva és egy fia, Jurij Brezsnyev született. Két nagy szenvedélye volt: a vadászat és az autók. Magyarországon négy alkalommal vadászott Kádár Jánossal, a vadászatokat politikai megbeszélésekre is felhasználva.
Saját autógyűjteménye pedig nagyjából 50 autót foglalt magában, a legtöbb nyugat-európai és amerikai autó volt, de különleges kivitelű orosz autók is voltak a birtokában, mint egy neki készült bordó GAZ–14 és öt kizárólag neki készült GAZ–24–95, amely a Volga terepjáró változata volt, ezért „terepvolgának” is nevezték.
A Kutuzov sugárút 26. számú házban, egy két lakásból összenyitott nagy ingatlanban lakott. A házban élt többek között Jurij Andropov és Jekatyerina Furceva, a hruscsovi idők kulturális minisztere is. A lakásban özvegye, lánya és két unokája is lakott, amíg özvegye meg nem halt, és aztán a lakásokat el nem adták. Halála után családja szinte semmit nem tarthatott meg Brezsnyev javaiból, minden visszakerült az államhoz. Érdekesség, hogy unokája és dédunokája is a Leonyid Brezsnyev nevet viseli.

## Művei magyarul
- A kommunizmus újabb győzelmei felé. Az SZKP 23. kongresszusa Moszkva, 1966. márc. 29.–ápr. 8.; Leonyid Iljics Brezsnyev, Alekszej Nyikolajevics Koszigin, Kádár János beszédével; Kossuth, Bp., 1966
- A Szovjetunió Kommunista Pártja XXIV. Kongresszusa. 1971. március 30–április 9.; Leonyid Iljics Brezsnyev, Alekszej Nyikolajevics Koszigin, Kádár János beszédével; Kossuth, Bp., 1971
- A lenini úton. Válogatott beszédek, cikkek; vál. Pálos Tamás; Kossuth, Bp., 1971
- A Szovjet Szocialista Köztársaságok Szövetségének 50. évfordulójáról. Ünnepi beszéd az SzKP Központi Bizottságának ülésén, 1972. december 21-én; Kárpáti, Uzshorod, 1973
- Az SZKP és a szovjet állam külpolitikája. Beszédek és cikkek; ford. Gallyas Ferenc, Szabó Tamás, Zalai Edvin; Kossuth, Bp., 1974
- A Komszomol 17. kongresszusa. 1974. április 23-27.; Leonyid Iljics Brezsnyev előadói beszédével és Je. M. Tyazselnyikov beszámolójával; Ifjúsági, Bp., 1975
- A Szovjet Szocialista Köztársaságok Szövetsége Alkotmányának alaptörvényének tervezetéről és a tervezet országos megvitatásának eredményeiről. Előadói beszéd, jelentés és zárszó az SZSZKSZ Legfelsőbb Tanácsának soron kívüli hetedik ülésszakán 1977. október 4-én és 7-én; Kossuth, Bp., 1977
- A gazdaságirányítás kérdései a fejlett szocialista társadalomban; ford. Bacsi Lajos, Gallyas Ferenc; Kossuth, Bp., 1977
- Meg kell fékeznünk a fegyverkezési hajszát!; Magyar-Szovjet Baráti Társaság, Bp., 1978 (MSZBT dokumentáció)
- A Kis Föld; ford. Pető Miklós; Zrínyi, Bp., 1978
- Újjászületés; Kárpáti, Uzshorod, 1978
- A szűzföld; Kárpáti, Uzshorod, 1979
- A szovjet társadalom politikai rendszerének fejlődése; Kossuth, Bp., 1979
- A Szovjetunió Kommunista Pártja XXVI. kongresszusa. 1981. február 23–március 3.; Leonyid Iljics Brezsnyev, Nyikolaj Tyihonov előadói beszéde, Kádár János felszólalása; Kossuth, Bp., 1981
- Az SZKP és a szovjet állam külpolitikája; Kossuth, Bp., 1982
- Visszaemlékezések; ford. Pető Miklós; Kossuth–Kárpáti, Bp.–Uzsgorod, 1982